# Sophie Kinsella

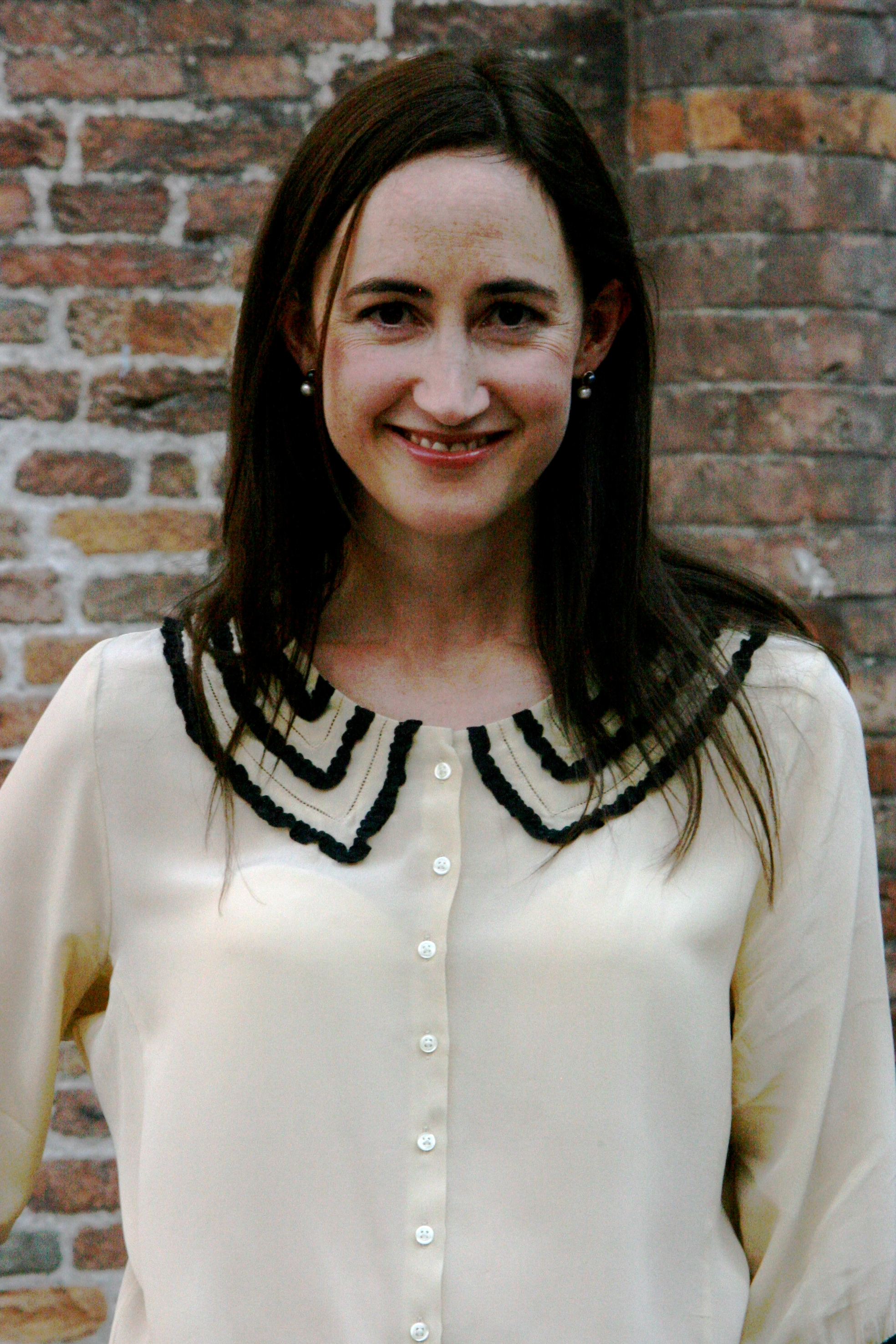
Sophie Kinsella (2009)

Sophie Kinsella (eigentlich Madeleine Wickham; * 12. Dezember 1969 in London) ist eine britische Autorin.

## Leben
Kinsella war Wirtschaftsjournalistin und begann dann eine Karriere als Autorin von Frauenromanen.
Ihren bislang größten Erfolg hatte sie mit der Reihe „Shopaholic - die Schnäppchenjägerin“. Als Journalistin eines Finanzmagazins berät die Protagonistin Rebecca Bloomwood andere im Umgang mit Geld – und ist selbst chronisch verschuldet. Kreditkartenabrechnungen ignoriert sie nach Kräften, und letzte Mahnungen verschwinden auch schon mal im Bauschuttcontainer nebenan. Auch nachdem sie einen reichen Mann geheiratet hat, kann Rebecca nicht mit dem Shoppen aufhören.
Andere Hauptfiguren Kinsellas geraten ebenfalls immer wieder in abstruse und lustige Situationen, aus denen sie sich nur durch ihre Kreativität befreien können.
2022 erkrankte sie an einem Glioblastom, einem bösartigen Hirntumor. Sophie Kinsella lebt mit ihrer Familie in Hertfordshire.

## Werke

### Als Madeleine Wickham
- Die Tennisparty (engl. The Tennis Party, 1995). Bertelsmann, München 1996, ISBN 3-570-12205-0.
- Eine feine Adresse (engl. A Desirable Residence, 1996). Goldmann, München 1997, ISBN 3-442-43152-2.
- Ein Sonntag am Pool (engl. Swimming Pool Sunday, 1997). Goldmann, München 1998, ISBN 3-442-43151-4.
- Reizende Gäste (engl. The Gatecrasher, 1998). Goldmann, München 1999, ISBN 3-442-44148-X.
- Die Heiratsschwindlerin (engl. The Wedding Girl, 1999). Goldmann, München 2000, ISBN 3-442-44149-8.
- Cocktails für drei (engl. Cocktails for Three, 2000). Goldmann, München 2001, ISBN 3-442-45042-X.
- Fiesta zu viert (engl. Sleeping Arrangements, 2001). Goldmann, München 2003, ISBN 3-442-45043-8.

### Als Sophie Kinsella
Shopaholic-Reihe
- Die Schnäppchenjägerin. (engl. Confessions of a Shopaholic/The Secret Dreamworld of a Shopaholic, 2000) Übers. Marieke Heimburger. Goldmann, München 2000 ISBN 3-442-54525-0
- Fast geschenkt (engl. Shopaholic Takes Manhattan/Shopaholic abroad, 2001). Übers. Marieke Heimburger. Goldmann, München 2003 ISBN 3-442-45403-4
- Hochzeit zu verschenken (engl. Shopaholic Ties the Knot, 2001). Übers. Marieke Heimburger. Goldmann, München 2003 ISBN 3-442-45507-3
- Vom Umtausch ausgeschlossen (engl. Shopaholic and Sister, 2004). Übers. Marieke Heimburger. Goldmann, München 2005 ISBN 3-442-45690-8
- Prada, Pumps und Babypuder (engl. Shopaholic & Baby, 2007). Übers. Isabel Bogdan und Monika Scheele Knight. Goldmann, München 2007, ISBN 978-3-442-46449-4.
- Mini Shopaholic  (engl. Mini Shopaholic, 2010). Übers. Jörn Ingwersen. Manhattan, München 2010, ISBN 978-3-442-54646-6.
- Shopaholic in Hollywood (engl. Shopaholic to the Stars, 2014). Übers. Jörn Ingwersen. Goldmann, München 2015, ISBN 978-3-442-47987-0.
- Shopaholic & Family (engl. Shopaholic to the Rescue, 2015). Übers. Jörn Ingwersen. Goldmann, München 2016, ISBN 978-3-442-48482-9.
- Christmas Shopaholic (engl. Christmas Shopaholic, 2019). Übers. Jörn Ingwersen. Goldmann, München 2019, ISBN 978-3-442-48967-1.

Sonstiges
- Sag’s nicht weiter, Liebling (engl. Can you keep a secret? 2003). Goldmann, München 2004, ISBN 3-442-45632-0.
- Göttin in Gummistiefeln (engl. The Undomestic Goddess, 2005). Goldmann, München 2006, ISBN 3-442-46087-5.
- Kennen wir uns nicht? (engl. Remember Me? 2008). Goldmann, München 2008, ISBN 978-3-442-46655-9.
- Charleston Girl (engl. Twenties Girl, 2009). Goldmann, München 2009, ISBN 978-3-442-54647-3.
- Girls Night In (2004) (Roman, zusammen mit weiteren Autoren einschließlich Meg Cabot und Jennifer Weiner)
- Kein Kuss unter dieser Nummer (engl. I´ve Got Your Number, 2011). Goldmann, München 2012, ISBN 978-3-442-46771-6.
- Das Hochzeitsversprechen (engl. Wedding Night, 2013), Bantam Press, London, ISBN 978-0-593-07015-4)
- Schau mir in die Augen, Audrey (engl. Finding Audrey, 2015). cbj 2015, ISBN 978-3-570-17148-6.
- Frag nicht nach Sonnenschein (engl. My not so Perfect Life, 2017). Goldmann, München 2017, ISBN 978-3-442-48550-5.
- Muss es denn gleich für immer sein? (engl. Suprise me, 2018). Goldmann, München 2018, ISBN 978-3-442-48776-9.
- Dich schickt der Himmel (engl. I Owe You One, 2019). Goldmann, München 2019, ISBN 978-3-442-48790-5.
- Erobere mich im Sturm (engl. Love your Life, 2020). Goldmann, München 2021, ISBN 978-3-442-48791-2.
- Die Familienfeier (engl. The Party-Crasher, 2021). Goldmann, München 2022, ISBN 978-3-442-49305-0.
- Das Leben ist kein Strandurlaub (engl. The Burnout, 2023). Goldmann, München 2024, ISBN 978-3442493302
- Wie fühlt es sich an? (engl. What does it feel like?, 2024). Goldmann, München 2024, ISBN 978-3641328603

### Verfilmungen
- Shopaholic – Die Schnäppchenjägerin (Originaltitel: Confessions of a Shopaholic)
- Sag’s nicht weiter, Liebling (Originaltitel: Can You Keep a Secret)

### Hörbücher
- Charleston Girl. Gelesen von Maria Koschny, Der Audio Verlag (DAV), Berlin, 2009, ISBN 978-3-89813-890-1 (Lesung, 3 CDs, 227 Min.)
- Shopaholic – Die Schnäppchenjägerin. Gelesen von Maria Koschny, Der Audio Verlag (DAV), Berlin, 2009, ISBN 978-3-89813-826-0 (Lesung, 3 CDs, 240 Min.)
- Fast geschenkt. Gelesen von Maria Koschny, Der Audio Verlag (DAV), Berlin, 2010, ISBN 978-3-89813-947-2 (Lesung, 3 CDs, 192 Min.)
- Hochzeit zu verschenken. Gelesen von Maria Koschny, Der Audio Verlag (DAV), Berlin, 2010, ISBN 978-3-89813-989-2 (Lesung, 3 CDs, 188 Min.)
- Mini Shopaholic. Gelesen von Maria Koschny, Der Audio Verlag (DAV), Berlin, 2011, ISBN 978-3-86231-043-2 (Lesung, 5 CDs, 374 Min.)
- Vom Umtausch ausgeschlossen. Gelesen von Irina von Bentheim, Der Audio Verlag (DAV), Berlin, 2006, ISBN 3-89813-519-5 (Lesung, 2 CDs, 159 Min.)
- Die Heiratsschwindlerin. Gelesen von Maria Koschny, Der Audio Verlag (DAV), Berlin, 2011, ISBN 978-3-86231-112-5 (Lesung, 4 CDs, 317 Min.)
- Kennen wir uns nicht? Gelesen von Diana Staehly, Der Audio Verlag (DAV), Berlin, 2009, ISBN 978-3-89813-825-3 (Lesung, 3 CDs, 240 Min.)
- Prada, Pumps und Babypuder. Gelesen von Maria Koschny, Der Audio Verlag (DAV), Berlin, 2012, ISBN 978-3-89813-756-0 (Lesung, 3 CDs, 196 Min.)